# Lower Halstow
Lower Halstow – wieś w Anglii, w hrabstwie Kent, w dystrykcie Swale. Leży 15 km na północny wschód od miasta Maidstone i 58 km na wschód od centrum Londynu.